# Eugenio Bulygin

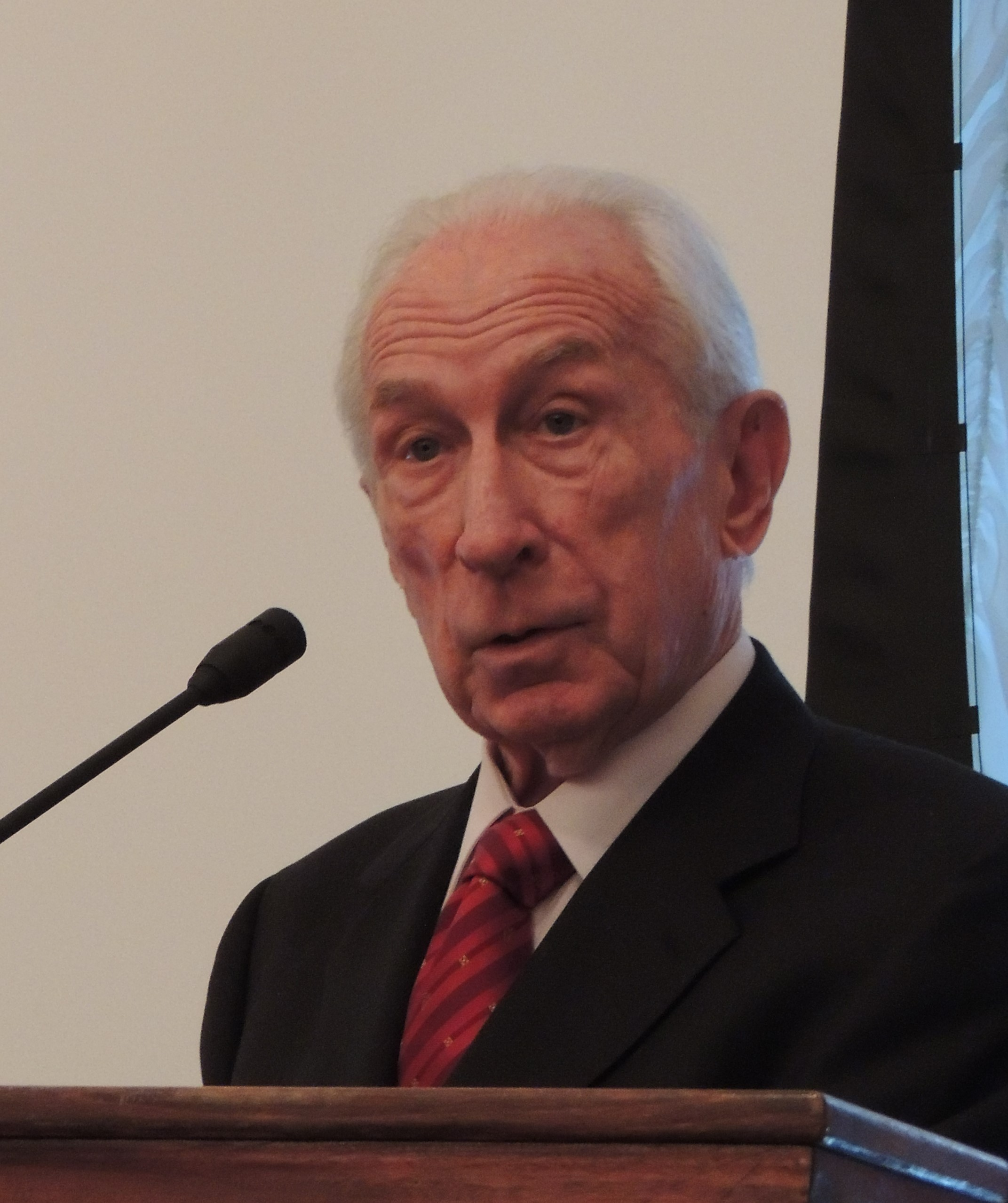
Eugenio Bulygin (2013)

Eugenio Bulygin (geboren als Jewgeni Viktorowitsch Bulygin (russisch: Евгений Викторович Булыгин), 25. Juli 1931 – 11. Mai 2021) war ein russisch-argentinischer Jurist und Rechtsphilosoph. Während seiner über 60-jährigen Laufbahn, die die zweite Hälfte des 20. Jahrhunderts und die ersten Jahrzehnte des 21. Jahrhunderts umfasste, etablierte sich Bulygin als einer der Hauptvertreter des Rechtspositivismus in der lateinamerikanischen Welt.
Mit dem deutschen Rechtsphilosophen Robert Alexy trug Bulygin ab 1993 eine bis in die 2010er Jahre andauernde Kontroverse um den Begriff des Rechts aus. Hierbei ging es um Alexys These, dass Rechtssysteme begriffsnotwendig einen Anspruch auf Richtigkeit erheben, die Bulygin aus rechtspositivistischer Sicht kritisierte.